# Скрипніково
Скрипніково (рос. Скрипниково) — село Калачіївського району Воронізької області. Утворює окреме Скрипнянське сільське поселення.
Населення становить 449 осіб за переписом 2010 року (587 осіб 2005 року).

## Географія
Село розташоване у південно-східній частині району неподалік адміністративного кордону з Волгоградської областю.

## Історія
За даними 1859 року на казенному хуторі Богучарського повіту Воронізької губернії мешкало 1147 осіб (586 чоловічої статі та 561 — жіночої), налічувалось 130 дворових господарств.
Станом на 1886 рік у колишній державній слободі Старо-Кріушанської волості мешкало 1529 осіб, налічувалось 141 дворове господарство, існували православна церква й школа.
За переписом 1897 року кількість мешканців зросла до 2142 осіб (1064 чоловічої статі та 1078 — жіночої), з яких всі — православної віри.
За даними 1900 року у слободі Ново-Кріушанської волості мешкало 2016 осіб (1059 чоловічої статі та 1057 — жіночої) змішаного українсько-російського населення, налічувалось 274 дворових господарства, існував православний молитовний будинок.